# Chloris (rodzaj)
Chloris – rodzaj ptaków z rodziny łuszczakowatych (Fringillidae).

## Występowanie
Rodzaj obejmuje gatunki występujące w Eurazji i północnej Afryce.

## Morfologia
Długość ciała 12–16 cm, masa ciała 15–34 g.

## Systematyka

### Etymologia
Nazwa rodzajowa pochodzi od epitetu gatunkowego Loxia chloris Linnaeus, 1758 (greckie χλωρις khlōris, χλωριδος khlōridos – „dzwoniec” (χλωρος khlōros – „zielony”); w mitologii greckiej Chloris była jedną z Pieryd, która po nieudanym dla niej konkursie śpiewu z najlepszą z muz, została zamieniona w ziębę).

### Gatunek typowy
Loxia chloris Linnaeus

### Podział systematyczny
Takson wyodrębniony ostatnio z Carduelis. Do rodzaju należą następujące gatunki:
- Chloris chloris (Linnaeus, 1758) – dzwoniec zwyczajny
- Chloris sinica (Linnaeus, 1766) – dzwoniec chiński
- Chloris spinoides (Vigors, 1831) – dzwoniec himalajski
- Chloris monguilloti (Delacour, 1926) – dzwoniec czarnogłowy
- Chloris ambigua (Oustalet, 1896) – dzwoniec ubogi